# Cirkus Hjalmar
Cirkus Hjalmar var en revy av och med Peter Flack, och spelades på Parkteatern i Örebro 1995–1997. Totalt spelades 185 föreställningar som sågs av 120.000 personer.
Medverkande (urval)
- Peter Flack
- Gunilla Åkesson
- Cecilia Öhrwall
- Micke Grahn
- Marie Kühler
- Marie Nordmark Sjöström
- Bengt Stenberg
- Cecilia Lind
- Maud Johansson

Musiker
- Stephan Berg
- Peter Alsterlund
- Åke Jennstig
- Kjell Neander